# Anntonia Porsild
Anntonia Porsild (thaï : แอนโทเนีย โพซิ้ว), née le 2 novembre 1996, est une mannequin dano-thaïlandaise, élue Miss Supranational 2019 et 1re dauphine de Miss Univers 2023.

## Biographie
Anntonia est née le 2 novembre 1996 en Inde d'un père danois et d'une mère thaïlandaise de la province de Nakhon Ratchasima.
Anntonia a étudié les arts de la communication à l'Université internationale de Stamford en 2022.

## Parcours miss
- Miss Supranational Thaïlande 2019
- Miss Supranational 2019[1],[2],[3],[4],[5]
- Miss Univers Thaïlande 2023[6]
- Première dauphine de Miss Univers 2023[7]